# Бивио Баратано (Перуђа)
Бивио Баратано је насеље у Италији у округу Перуђа, региону Умбрија.
Према процени из 2011. у насељу је живело 28 становника. Насеље се налази на надморској висини од 481 м.